# Kate Forbes
Kate Elizabeth Forbes (gaèlic escocès: Ceit Fhoirbeis; nascuda el 6 d'abril de 1990) és una política escocesa que ha exercit com a secretaria del gabinet d'Economia i Finances  des del 2020. Membre del Partit Nacional Escocès (SNP), és membre del Parlament escocès (MSP) per la circumscripció de Skye, Lochaber i Badenoch des del 2016.
Nascuda a Dingwall, Escòcia, l'any 1990, Forbes es va criar a l'Índia i Escòcia i es va educar en una escola de gaèlic escocès, on va aprendre'l. Va obtenir una llicenciatura en història al Selwyn College de Cambridge i després un màster en història de la diàspora i migració a la Universitat d'Edimburg. Forbes va treballar durant dos anys per a Dave Thompson, l'MSP de Skye, Lochaber i Badenoch, que és la circumscripció que ara representa. Després va estudiar per convertir-se en comptable col·legiata i va treballar per a Barclays.
Forbes va ser escollida al Parlament escocès a les eleccions de 2016. Com a MSP, va ser la convocadora del grup interpartidista sobre gaèlic del Parlament escocès. El 2018, va ser nomenada per a un càrrec ministerial junior al govern escocès com a ministra de Finances Públiques. Després de la renúncia de Derek Mackay, el secretari d'Economia i Hisenda del Gabinet, Forbes es va quedar per lliurar el pressupost escocès 2020, convertint-se en la primera dona a fer-ho. Després d'un ampli reconeixement, va succeir a McKay com a secretària de Finances, la primera dona que va ocupar el càrrec. A les eleccions al Parlament Escocès de 2021, Forbes va ser reelegida i va romandre en el seu paper de govern, però l'economia es va afegir a la seva cartera existent, assumint la responsabilitat de la recuperació econòmica d'Escòcia de la pandèmia de la COVID-19.
Durant les eleccions al Parlament Escocès de 2021, Forbes va dir als líders empresarials que volia que es celebrés un segon referèndum sobre la independència d'Escòcia un cop hagi acabat l'"impacte immediat" de la pandèmia.
El 15 de febrer del 2023, atesa la dimissió de Nicola Sturgeon com a primera ministra d'Escòcia, va passar a ser considerada una possible succeïdora del càrrec, juntament amb John Swinney, Angus Robertson, Màiri McAllan, Humza Yousaf, Neil Gray i Keith Brown.